# Élections provinciales néerlandaises de 2015
Les élections provinciales néerlandaises de 2015 (en néerlandais : Provinciale Statenverkiezingen 2015) se déroulent le 18 mars et visent à élire les États provinciaux des douze provinces du royaume. La précédente consultation a lieu en 2011.

## Territoires concernés
Sont renouvelés les États provinciaux (Provinciale Staten) des douze provinces néerlandaises.

## Résultats

### Nationaux

#### Sièges
| Province              | Nombre | VVD | CDA | SP | D66 | PVV | PvdA | GL | CU | PvdD | SGP | 50+ | Autres |
| --------------------- | ------ | --- | --- | -- | --- | --- | ---- | -- | -- | ---- | --- | --- | ------ |
| Province              | Nombre |     |     |    |     |     |      |    |    |      |     |     | Autres |
| Brabant-Septentrional | 55     | 10  | 9   | 9  | 7   | 7   | 4    | 3  | 1  | 2    | -   | 2   | 1      |
| Drenthe               | 41     | 7   | 6   | 5  | 4   | 5   | 7    | 2  | 3  | -    | -   | 1   | 1      |
| Flevoland             | 41     | 7   | 5   | 5  | 4   | 6   | 3    | 2  | 3  | 2    | 2   | 2   | -      |
| Frise                 | 43     | 5   | 9   | 5  | 3   | 4   | 7    | 1  | 3  | 1    | -   | 1   | 4      |
| Groningue             | 43     | 4   | 5   | 8  | 4   | 3   | 6    | 3  | 4  | 2    | -   | -   | 4      |
| Gueldre               | 55     | 9   | 9   | 6  | 7   | 5   | 6    | 3  | 4  | 2    | 3   | 1   | -      |
| Total                 | 223    | 42  | 43  | 38 | 29  | 30  | 33   | 14 | 18 | 9    | 5   | 7   | 10     |

### Par province

#### Brabant-Septentrional
55 sièges à pourvoir
| Parti                                    | Abr.                              | Abr.                              | Voix                              | %         | +/-    | Sièges | +/-        |
| ---------------------------------------- | --------------------------------- | --------------------------------- | --------------------------------- | --------- | ------ | ------ | ---------- |
| Parti populaire libéral et démocrate     |                                   | VVD                               | 144 376                           | 17,45     | 3,30   | 10     | 2          |
| Appel chrétien-démocrate                 |                                   | CDA                               | 142 599                           | 17,24     | 0,11   | 9      | 1          |
| Parti socialiste                         |                                   | SP                                | 133 565                           | 16,14     | 2,29   | 9      | 1          |
| Parti pour la liberté                    |                                   | PVV                               | 106 042                           | 12,82     | 1,14   | 7      | 1          |
| Démocrates 66                            |                                   | D66                               | 99 912                            | 12,08     | 4,07   | 7      | 2          |
| Parti travailliste                       |                                   | PvdA                              | 66 197                            | 8,00      | 5,35   | 4      | 3          |
| Gauche verte                             |                                   | GroenLinks                        | 37 547                            | 4,54      | 1,32   | 3      | stagnation |
| 50PLUS                                   |                                   | 50+                               | 35 455                            | 4,29      | 1,00   | 2      | 1          |
| Parti pour les animaux                   |                                   | PvdD                              | 26 092                            | 3,15      | 1,34   | 2      | 1          |
| Union chrétienne-Parti politique réformé |                                   | CU-SGP                            | 16 769                            | 2,03      | 0,50   | 1      | 1          |
| Brabant local                            |                                   | LB                                | 15 226                            | 1,84      | 1,84   | 1      | 1          |
| Parti libertarien                        |                                   | LP                                | 1 483                             | 0,18      | 0,18   | -      | stagnation |
| Plate-forme politique gratuite           |                                   | PVP                               | 836                               | 0,10      | 0,10   | -      | stagnation |
| StemNL                                   |                                   | StemNL                            | 648                               | 0,08      | 0,08   | -      | stagnation |
| Jésus est vivant                         |                                   | JezusLeeft                        | 593                               | 0,07      | 0,07   | -      | stagnation |
|                                          |                                   |                                   |                                   |           |        |        |            |
| Exprimés                                 | Exprimés                          | Exprimés                          | Exprimés                          | 827 340   | 99,39  |        |            |
| Invalides                                | Invalides                         | Invalides                         | Invalides                         | 2 326     | 0,28   |        |            |
| Blancs                                   | Blancs                            | Blancs                            | Blancs                            | 2 723     | 0,33   |        |            |
| Total des votants / participation        | Total des votants / participation | Total des votants / participation | Total des votants / participation | 832 389   | 43,64  |        |            |
| Abstentions                              | Abstentions                       | Abstentions                       | Abstentions                       | 1 074 805 | 56,36  |        |            |
| Inscrits                                 | Inscrits                          | Inscrits                          | Inscrits                          | 1 907 194 | 100,00 |        |            |

#### Drenthe
41 sièges à pourvoir
| Parti                                | Abr.        | Abr.        | Voix        | %       | +/-    | Sièges | +/-        |
| ------------------------------------ | ----------- | ----------- | ----------- | ------- | ------ | ------ | ---------- |
| Parti populaire libéral et démocrate |             | VVD         | 29 537      | 15,22   | 3,75   | 7      | 2          |
| Parti travailliste                   |             | PvdA        | 29 399      | 15,15   | 11,36  | 7      | 5          |
| Appel chrétien-démocrate             |             | CDA         | 27 997      | 14,43   | 0,17   | 6      | stagnation |
| Parti socialiste                     |             | SP          | 24 404      | 12,57   | 2,86   | 5      | 1          |
| Parti pour la liberté                |             | PVV         | 21 108      | 10,88   | 1,04   | 5      | 1          |
| Démocrates 66                        |             | D66         | 19 120      | 9,85    | 3,63   | 4      | 2          |
| Union chrétienne                     |             | CU          | 12 472      | 6,43    | 1,11   | 3      | 1          |
| Gauche verte                         |             | GroenLinks  | 10 037      | 5,17    | 0,10   | 2      | stagnation |
| 50PLUS                               |             | 50+         | 7 817       | 4,03    | 2,23   | 1      | 1          |
| Sterk Lokaal                         |             | SL          | 7 057       | 3,64    | 3,64   | 1      | 1          |
| Les seniors importants du Nord       |             | SBN         | 3 510       | 1,81    | 1,81   | -      | stagnation |
| Parti politique réformé              |             | SGP         | 1 624       | 0,84    | 0,32   | -      | stagnation |
|                                      |             |             |             |         |        |        |            |
| Inscrits                             | Inscrits    | Inscrits    | Inscrits    | 382 865 | 100,00 |        |            |
| Abstentions                          | Abstentions | Abstentions | Abstentions | 187 732 | 49,03  |        |            |
| Votants                              | Votants     | Votants     | Votants     | 195 133 | 50,97  |        |            |
| Invalides                            | Invalides   | Invalides   | Invalides   | 506     | 0,26   |        |            |
| Blancs                               | Blancs      | Blancs      | Blancs      | 545     | 0,28   |        |            |
| Exprimés                             | Exprimés    | Exprimés    | Exprimés    | 194 082 | 99,46  |        |            |

#### Flevoland
41 sièges à pourvoir
| Parti                                | Abr.        | Abr.        | Voix        | %       | +/-    | Sièges | +/-        |
| ------------------------------------ | ----------- | ----------- | ----------- | ------- | ------ | ------ | ---------- |
| Parti populaire libéral et démocrate |             | VVD         | 21 797      | 16,67   | 6,25   | 7      | 2          |
| Parti pour la liberté                |             | PVV         | 18 837      | 14,41   | 0,55   | 6      | stagnation |
| Appel chrétien-démocrate             |             | CDA         | 16 733      | 12,80   | 2,20   | 5      | 1          |
| Parti socialiste                     |             | SP          | 14 256      | 10,90   | 2,21   | 5      | 2          |
| Démocrates 66                        |             | D66         | 13 798      | 10,55   | 3,98   | 4      | 1          |
| Parti travailliste                   |             | PvdA        | 11 352      | 8,68    | 7,26   | 3      | 3          |
| Union chrétienne                     |             | CU          | 9 500       | 7,27    | 1,38   | 3      | stagnation |
| 50PLUS                               |             | 50+         | 6 743       | 5,16    | 2,62   | 2      | 1          |
| Gauche verte                         |             | GroenLinks  | 5 752       | 4,40    | 1,30   | 2      | stagnation |
| Parti pour les animaux               |             | PvdD        | 5 402       | 4,13    | 1,84   | 2      | 1          |
| Parti politique réformé              |             | SGP         | 5 189       | 3,97    | 0,69   | 2      | 1          |
| OPA                                  |             | OPA         | 982         | 0,75    | 0,75   | -      | stagnation |
| Jésus est vivant                     |             | JezusLeeft  | 403         | 0,31    | 0,31   | -      | stagnation |
|                                      |             |             |             |         |        |        |            |
| Inscrits                             | Inscrits    | Inscrits    | Inscrits    | 288 357 | 100,00 |        |            |
| Abstentions                          | Abstentions | Abstentions | Abstentions | 156 840 | 54,39  |        |            |
| Votants                              | Votants     | Votants     | Votants     | 131 517 | 45,61  |        |            |
| Invalides                            | Invalides   | Invalides   | Invalides   | 406     | 0,31   |        |            |
| Blancs                               | Blancs      | Blancs      | Blancs      | 367     | 0,28   |        |            |
| Exprimés                             | Exprimés    | Exprimés    | Exprimés    | 130 744 | 99,41  |        |            |

#### Frise
43 sièges à pourvoir
| Parti                                | Abr.        | Abr.        | Voix        | %       | +/-    | Sièges | +/-        |
| ------------------------------------ | ----------- | ----------- | ----------- | ------- | ------ | ------ | ---------- |
| Appel chrétien-démocrate             |             | CDA         | 55 017      | 20,79   | 3,12   | 9      | 1          |
| Parti travailliste                   |             | PvdA        | 40 984      | 15,49   | 8,17   | 7      | 4          |
| Parti populaire libéral et démocrate |             | VVD         | 29 085      | 10,99   | 2,83   | 5      | 1          |
| Parti socialiste                     |             | SP          | 28 930      | 10,93   | 2,56   | 5      | 2          |
| Parti national frison                |             | FNP         | 25 027      | 9,46    | 0,28   | 4      | stagnation |
| Parti pour la liberté                |             | PVV         | 23 112      | 8,73    | 0,28   | 4      | stagnation |
| Union chrétienne                     |             | CU          | 19 669      | 7,43    | 1,07   | 3      | stagnation |
| Démocrates 66                        |             | D66         | 18 454      | 6,97    | 2,71   | 3      | 1          |
| Gauche verte                         |             | GroenLinks  | 9 393       | 3,55    | 1,68   | 1      | 1          |
| Parti pour les animaux               |             | PvdD        | 6 806       | 2,57    | 2,57   | 1      | 1          |
| 50PLUS                               |             | 50+         | 6 372       | 2,41    | 1,05   | 1      | 1          |
| Devise frisonne                      |             | FK          | 1 001       | 0,38    | 0,38   | -      | stagnation |
| Parti libertarien                    |             | LP          | 408         | 0,15    | 0,15   | -      | stagnation |
| Gauche unie - Feriene Lofts          |             | VL - FL     | 347         | 0,13    | 0,02   | -      | stagnation |
|                                      |             |             |             |         |        |        |            |
| Inscrits                             | Inscrits    | Inscrits    | Inscrits    | 501 315 | 100,00 |        |            |
| Abstentions                          | Abstentions | Abstentions | Abstentions | 235 337 | 46,94  |        |            |
| Votants                              | Votants     | Votants     | Votants     | 265 978 | 53,06  |        |            |
| Invalides                            | Invalides   | Invalides   | Invalides   | 640     | 0,24   |        |            |
| Blancs                               | Blancs      | Blancs      | Blancs      | 733     | 0,28   |        |            |
| Exprimés                             | Exprimés    | Exprimés    | Exprimés    | 264 605 | 99,48  |        |            |

#### Groningue
43 sièges à pourvoir
| Parti                                | Abr.        | Abr.        | Voix        | %       | +/-    | Sièges | +/-        |
| ------------------------------------ | ----------- | ----------- | ----------- | ------- | ------ | ------ | ---------- |
| Parti socialiste                     |             | SP          | 39 093      | 16,19   | 3,36   | 8      | 2          |
| Parti travailliste                   |             | PvdA        | 29 711      | 12,30   | 12,58  | 6      | 6          |
| Appel chrétien-démocrate             |             | CDA         | 27 160      | 11,25   | 0,71   | 5      | stagnation |
| Démocrates 66                        |             | D66         | 23 422      | 9,70    | 1,91   | 4      | 1          |
| Parti populaire libéral et démocrate |             | VVD         | 22 089      | 9,15    | 4,02   | 4      | 2          |
| Union chrétienne                     |             | CU          | 21 124      | 8,75    | 1,16   | 4      | 1          |
| Parti pour la liberté                |             | PVV         | 19 340      | 8,01    | 0,28   | 3      | stagnation |
| Intérêts groningois                  |             | GB          | 15 869      | 6,57    | 6,57   | 3      | 3          |
| Gauche verte                         |             | GroenLinks  | 15 701      | 6,50    | 0,73   | 3      | stagnation |
| Parti pour les animaux               |             | PvdD        | 9 078       | 3,76    | 1,63   | 2      | 1          |
| Parti pour le Nord                   |             | PvhN        | 5 173       | 2,14    | 1,01   | 1      | stagnation |
| 50PLUS                               |             | 50+         | 4 772       | 1,98    | 0,44   | -      | stagnation |
| Parti des seniors groningois         |             | SG          | 2 462       | 1,02    | 1,02   | -      | stagnation |
| Groningue central !                  |             | GC          | 2 182       | 0,90    | 0,90   | -      | stagnation |
| Parti vert des villes et des bois    |             | GvSeO       | 1 498       | 0,62    | 0,62   | -      | stagnation |
| Parti communiste unifié              |             | VCP         | 1 238       | 0,51    | 0,51   | -      | stagnation |
| Parti pour les gens et l'esprit      |             | MenS        | 828         | 0,34    | 0,34   | -      | stagnation |
| Rouges du Nord                       |             | RhN         | 405         | 0,17    | 0,17   | -      | stagnation |
| L'argent gratuit                     |             | VM          | 334         | 0,14    | 0,14   | -      | stagnation |
|                                      |             |             |             |         |        |        |            |
| Inscrits                             | Inscrits    | Inscrits    | Inscrits    | 458 489 | 100,00 |        |            |
| Abstentions                          | Abstentions | Abstentions | Abstentions | 215 463 | 46,99  |        |            |
| Votants                              | Votants     | Votants     | Votants     | 243 026 | 53,01  |        |            |
| Invalides                            | Invalides   | Invalides   | Invalides   | 681     | 0,28   |        |            |
| Blancs                               | Blancs      | Blancs      | Blancs      | 866     | 0,36   |        |            |
| Exprimés                             | Exprimés    | Exprimés    | Exprimés    | 241 479 | 99,36  |        |            |

#### Gueldre
55 sièges à pourvoir
| Parti                                | Abr.        | Abr.        | Voix        | %       | +/-    | Sièges | +/-        |
| ------------------------------------ | ----------- | ----------- | ----------- | ------- | ------ | ------ | ---------- |
| Parti populaire libéral et démocrate |             | VVD         | 122 452     | 15,79   | 3,36   | 9      | 2          |
| Appel chrétien-démocrate             |             | CDA         | 116 322     | 15,00   | 1,18   | 9      | stagnation |
| Démocrates 66                        |             | D66         | 97 845      | 12,62   | 4,56   | 7      | 3          |
| Parti socialiste                     |             | SP          | 85 260      | 11,00   | 1,25   | 6      | 1          |
| Parti pour la liberté                |             | PVV         | 75 356      | 9,72    | 0,65   | 5      | 1          |
| Parti travailliste                   |             | PvdA        | 70 093      | 9,04    | 7,54   | 6      | 3          |
| Union chrétienne                     |             | CU          | 47 444      | 6,12    | 1,26   | 4      | 1          |
| Parti politique réformé              |             | SGP         | 46 395      | 5,98    | 1,43   | 3      | 1          |
| Gauche verte                         |             | GroenLinks  | 44 277      | 5,71    | 0,50   | 3      | 1          |
| Parti pour les animaux               |             | PvdD        | 25 924      | 3,34    | 1,52   | 2      | 1          |
| 50PLUS                               |             | 50+         | 22 271      | 2,87    | 0,88   | 1      | stagnation |
|                                      |             |             |             |         |        |        |            |
| Inscrits                             | Inscrits    | Inscrits    | Inscrits    | 458 489 | 100,00 |        |            |
| Abstentions                          | Abstentions | Abstentions | Abstentions | 215 463 | 46,99  |        |            |
| Votants                              | Votants     | Votants     | Votants     | 243 026 | 53,01  |        |            |
| Invalides                            | Invalides   | Invalides   | Invalides   | 681     | 0,28   |        |            |
| Blancs                               | Blancs      | Blancs      | Blancs      | 866     | 0,36   |        |            |
| Exprimés                             | Exprimés    | Exprimés    | Exprimés    | 241 479 | 99,36  |        |            |